# Wspólnota administracyjna Stadtsteinach
Wspólnota administracyjna Stadtsteinach – wspólnota administracyjna (niem. Verwaltungsgemeinschaft) w Niemczech, w kraju związkowym Bawaria, w rejencji Górna Frankonia, w regionie Oberfranken-Ost, w powiecie Kulmbach. Siedziba wspólnoty znajduje się w mieście Stadtsteinach. Przewodniczącym jej jest Anneliese von Ramin.
Wspólnota administracyjna zrzesza gminę miejską (Stadt) oraz gminę wiejską (Gemeinde):
- Rugendorf, 1 012 mieszkańców, 17,32 km²
- Stadtsteinach, miasto, 3 295 mieszkańców, 39,65 km²